# Knooppunt Gorinchem
Het Knooppunt Gorinchem is een Nederlands verkeersknooppunt aan de westkant van Gorinchem waar de autosnelwegen A15 en A27 elkaar kruisen. Het knooppunt is een voorbeeld van een voltooid klaverblad. In 1950 is knooppunt Gorinchem geopend als rotonde. In 1976 is dit knooppunt geopend in de huidige vorm, als klaverbladknooppunt. Eind 2005 is de Nederlandse overheid een studie gestart om de verkeersproblemen rondom het knooppunt Gorinchem en de Merwedebrug op te lossen. Het is de bedoeling om het gehele knooppunt te herstructureren en een tweede Merwedebrug aan te leggen.

## Richtingen knooppunt
| Aansluitende wegen               | Aansluitende wegen     | Aansluitende wegen        | Aansluitende wegen | Aansluitende wegen |
| -------------------------------- | ---------------------- | ------------------------- | ------------------ | ------------------ |
|                                  |                        | richting Utrecht / Almere |                    |                    |
|                                  |                        |                           |                    |                    |
| richting Papendrecht / Rotterdam | richting Tiel / Bemmel |                           |                    |                    |
|                                  |                        |                           |                    |                    |
|                                  |                        | richting Breda            |                    |                    |

Almere · Amstel · Arnestein · Assen · Azelo · Badhoevedorp · Bankhoef · Batadorp · Beekbergen · Benelux · Beverwijk · Bodegraven ·  Boterdiep ·  Buren · Burgerveen · Coenplein · De Baars · De Hoek · De Hogt · De Nieuwe Meer · De Poel · De Punt · De Stok · Deil · Diemen · Drachten · Drie Klauwen · Eemnes · Ekkersweijer · Emmeloord · Empel · Euvelgunne · Everdingen · Ewijk · Galder · Gooimeer · Gorinchem · Gouwe · Grijsoord · Hattemerbroek · Heerenveen · Hellegatsplein · Het Vonderen · Hintham · Hoevelaken · Hofvliet · Holendrecht · Holsloot · Hoogeveen · Hooipolder · IJmuiden (niet officieel) · Joure · Julianaplein · Kerensheide · Kethelplein · Klaverpolder · Kleinpolderplein · Kooimeer · Kruisdonk · Kunderberg · Lankhorst · Leenderheide · Lunetten · Maanderbroek · Markiezaat · Muiderberg · Neerbosch · Noordhoek · Ommedijk · Oud-Dijk · Oudenrijn · Paalgraven · Princeville · Prins Clausplein · Raasdorp ·  Reitdiep ·  Ressen · Ridderkerk · Rijkevoort · Rijnsweerd · Rottepolderplein · Rozenburg · Sabina · Sint-Annabosch · Stelleplas · Slufter · Ten Esschen · Terbregseplein · Tiglia · Vaanplein · Valburg · Velperbroek · Velsen · Vlaardingen · Vught · Waterberg · Watergraafsmeer · Werpsterhoek · Westerlee · Ypenburg · Zaandam · Zaarderheiken · Zonzeel · Zoomland · Zuidbroek · Zurich

Geplande knooppunten:
De Liemers · Zestienhoven

Voormalige knooppunten:
Bocholtz · Ekkersrijt · Europaplein (Groningen) · Europaplein (Maastricht) · Lindenholt